# Гаровка (аэродром)
Гаровка — военный аэродром в Хабаровском крае, расположенный на восточной окраине Железнодорожного района г. Хабаровска, сельское поселение Гаровка-2.

## Данные аэродрома
- Наименование — Гаровка (Garovka)
- Индекс аэродрома — ЬХХГ / XHHG
- Позывной (старт 124.0 МГц) «Боярин»
- ВПП 04/22
- Превышение 72 м
- Ширина — 37 м
- Длина — 2280 м
- Курс магнитный 041°/221°
- Курс истинный 029/209
- Покрытие — твёрдое (бетон)
- Освещение — нет

## История
На аэродроме базировались:
- 254-я истребительная авиационная Амурская дивизия с октября 1945 года по июль 1946 года
- 300-й истребительный авиационный полк (в/ч 65373) на Як-9Д, с 10.1945 по 11.1945 и с марта по июль 1946 г. В означенном промежутке полк дислоцировался в Китае.
- 912-й истребительный авиационный Краснознамённый полк на самолетах Як-9 в период с ноября 1945 года по июль 1946 года. Перебазирован на аэродром Куйбышевка-Восточная (Амурская область), где расформирован[1][2][1].
- 825-й отдельный вертолётный полк, в/ч 54902. Полк перелетел в 1982 году с аэродрома Среднебелое (Амурская область). Дислоцировался в Гаровке до 2010 года, когда на основании Директивы Генерального Штаба от 04.12.2009 года № 665/1/6151 825-й отдельный вертолётный транспортно-боевой полк (в/ч 54902) был расформирован.[3]
- 8-я отдельная смешанная авиационная эскадрилья в/ч 21901. В 1982 году передислоцирована с аэродрома Хабаровск-Центральный в Гаровку. В 1994 году передислоцирована в посёлок Обор (Хабаровский край), 1998 году часть расформирована.
- 12-й отдельный вертолётный отряд в/ч 21916. В 1982 году передислоцирован с аэродрома Хабаровск-Центральный в Гаровку. В 1989 году расформирован.
- Звено управления при в/ч 32883 (авиационная дивизия на аэродроме 10 участок (Калинка)). Вертолётное звено сформировано в 1991 году на аэродроме Гаровка, в составе 4 Ми-8Т, 1Ми-8П, 1Ми-9 ВКП. Передислоцировано на аэродром Хабаровск-Центральный, в 1997 году звено расформировано.
- 137-й отдельный вертолётный отряд гражданской обороны в/ч 28611. Сформирован в 1981 году на аэродроме Гаровка. В 1992 году отряд передан в МЧС. В 1999 году перелетел на аэродром Хабаровск-Большой, где затем был переформирован в 171-ю отдельную смешанную авиационную эскадрилью. В н.в. это подразделение именуется как Федеральное государственное бюджетное учреждение «Хабаровский авиационно-спасательный центр МЧС России».

## Факты
На вооружении 825-го отдельного вертолётного полка, на момент перебазирования в Гаровку, был отряд вертолётов Ми-10ПП (постановщиков помех). В Гаровке один из вертолётов был установлен в военном городке в качестве экспоната. Он был убран из жилой зоны после многочисленных травм детей, забиравшихся на конструкцию.

## Современное состояние
По различным данным, на начало 2018 года, аэродром Гаровка считается действующим. На территории аэродрома, по спутниковым снимкам наблюдается 5 вертолетов Ми-26 и несколько Ми-8 (в районе производственной площадки ТЭЧ). Однако большинство служебных зданий на аэродроме и в гарнизоне брошено и порушено, в том числе и командно-диспетчерский пункт.